# Arturo Vidal
Arturo Erasmo Vidal Pardo (phát âm tiếng Tây Ban Nha: [aɾˈtuɾo eˈɾasmo βiˈðal ˈpaɾðo]; sinh ngày 22 tháng 5 năm 1987) là một cầu thủ bóng đá chuyên nghiệp người Chile hiện đang thi đấu ở vị trí tiền vệ cho câu lạc bộ Chile Colo-Colo và đội tuyển bóng đá quốc gia Chile. Nổi tiếng nhờ lối chơi giàu năng nổ, kỹ thuật xử lý bóng tốt và tinh thần thi đấu ngoan cường, anh được giới truyền thông đặt các biệt danh Il Guerriero ("Chiến binh"), Rey Arturo ("Vua Arthur") và La Piranha trong quãng thời gian thi đấu đỉnh cao ở Juventus. Xuyên suốt sự nghiệp, anh được đánh giá là một trong những tiền vệ xuất sắc nhất thế giới trong thế hệ của mình và là một trong những cầu thủ Chile vĩ đại nhất mọi thời đại.
Vidal bắt đầu sự nghiệp của mình với Colo-Colo, nơi anh đã giành được ba danh hiệu Primera División của Chile. Anh chuyển đến châu Âu, nơi anh gia nhập câu lạc bộ Bundesliga Bayer Leverkusen và chơi ở đó trong bốn mùa giải. Sau đó, anh chuyển đến Juventus vào năm 2011, nơi anh được công nhận rộng rãi là một trong những tiền vệ xuất sắc nhất của bóng đá thế giới. Tại Juventus, anh đã giành Scudetto trong cả 4 mùa giải của mình và cũng là một phần không thể thiếu giúp họ lọt vào Chung kết UEFA Champions League 2015. Vidal đã được điền tên vào danh sách rút gọn mười cầu thủ cho giải thưởng Cầu thủ xuất sắc nhất châu Âu của UEFA năm 2015 sau những màn trình diễn thuyết phục của mình. Vào ngày 28 tháng 7 năm 2015, Vidal trở lại Bundesliga, gia nhập Bayern Munich và giành được ba chức vô địch Bundesliga liên tiếp. Sau ba năm khá thành công ở Munich, anh ký hợp đồng với Barcelona, nơi anh đã giành chức vô địch quốc gia thứ tám liên tiếp. Năm 2020, anh trở về quê hương thi đấu cho Inter Milan và kiếm được thêm danh hiệu Serie A và Coppa Italia. Từ năm 2022, anh đầu quân cho hai câu lạc bộ Brazil Flamengo và Athletico Paranaense trước khi trở về quê hương đầu quân cho câu lạc bộ cũ Colo-Colo.
Vidal đã có hơn 130 lần khoác áo đội tuyển quốc gia Chile kể từ khi ra mắt vào năm 2007. Kể từ đó, anh đại diện cho đất nước tham gia thi đấu ở năm kỳ Copa America vào các năm Copa América 2011, 2015, 2016, 2019 và 2021, hai kỳ World Cup vào các năm 2010 và 2014, và FIFA Confederations Cup 2017. Bằng những màn trình diễn thuyết phục của mình, anh cùng với đồng đội trong đội tuyển lên ngôi vô địch Copa América vào năm 2015 và 2016.

## Phong cách thi đấu
Là một cầu thủ linh hoạt và chăm chỉ về mặt chiến thuật, Vidal có thể chơi ở bất cứ đâu trong hàng tiền vệ, và trong một số đội hình khác nhau. Ban đầu, anh ấy chơi ở một số vai trò phòng ngự và tiền vệ khác nhau trong những năm đầu của mình, trước khi cuối cùng trở thành người của riêng anh ấy ở trung tâm, với Juventus, với tư cách là một "memeala" hoặc box-to-box, vai trò mà anh ấy có khả năng hỗ trợ đồng đội của mình trong cả phòng thủ và tấn công. Trong suốt sự nghiệp của mình, anh ấy cũng đã được bố trí ở vị trí trung vệ, như một tiền vệ phòng ngự, như mộttiền vệ tấn công, hoặc thậm chí chạy cánh, nhờ khả năng tạt bóng của anh ấy. Anh ấy cũng có khả năng chơi như một hậu vệ cánh hoặc hậu vệ cánh ở hai bên sân, trong khi khoác áo đội tuyển quốc gia Chile, anh ấy thậm chí đã chơi ở một vai trò cao cấp hơn đôi khi, ở vị trí tiền đạo hoặc tiền đạo, nhưng hoạt động hiệu quả như một số 9 ảo. Anh ấy cũng được sử dụng như một tiền đạo thứ hai, và đôi khi là một tiền vệ tấn công ảo.
Chính những màn thể hiện này cho Juventus đã khiến anh được báo chí Italia đặt cho biệt danh Il Guerriero ("Chiến binh"), Rey Arturo ("King Arthur") và La Piranha vì lối chơi lì lợm và quyết liệt, ngoan cường.  Vidal là một tiền vệ hoàn hảo, nổi tiếng với khả năng đánh dấu, cảm nhận vị trí, tắc bóng và dự đoán, những thuộc tính cho phép anh ta hiệu quả trong việc chặn đường chuyền, giành lại quyền sở hữu và sau đó bắt đầu tấn công. Anh ấy cũng có năng khiếu với kỹ thuật, tốc độ và sức chịu đựng tốt, cũng như tầm nhìn tốt, phân phối tốt, sút xa uy lực và nhãn quan. Là cầu thủ sút phạt được lựa chọn đầu tiên cho Juventus, anh cũng là một người thực hiện quả phạt đền chính xác. Do sức mạnh và đặc điểm thể chất, cũng như khả năng tấn công muộn từ phía sau vào vòng cấm, anh ấy cũng rất hiệu quả trong việc di chuyển trên không. Tất cả những phẩm chất này đã giúp anh ấy trở thành một trong những nhân tố hàng đầu cho vị trí của mình.
Tại Juventus, Vidal trở thành một phần không thể thiếu của Bianconeri cùng với các đồng đội Claudio Marchisio và Andrea Pirlo trong hàng tiền vệ ba người của câu lạc bộ, và đã tự khẳng định mình là một trong những cầu thủ xuất sắc nhất thế giới ở vị trí của anh ấy; Vidal đã ghi nhận sự phát triển và trưởng thành của anh với tư cách là một cầu thủ cho các huyền thoại câu lạc bộ Pirlo và Gianluigi Buffon. Vidal cũng được coi là một trong những tiền vệ hoàn thiện nhất thế giới nhờ khả năng tắc bóng và khả năng hỗ trợ đồng đội trong cả phòng ngự và tấn công ở mức độ cao. Năm 2013, Bloomberg xếp anh ta là cầu thủ xuất sắc thứ 11 ở châu Âu.

## Tài trợ
Vào ngày 5 tháng 7 năm 2013, EA Sports thông báo rằng họ đã giới thiệu Vidal trên trang bìa của FIFA 14 Trung và Nam Mỹ, cùng với ngôi sao trang bìa toàn cầu Lionel Messi. Tuy nhiên, bìa sẽ không có trong phiên bản Brazil của trò chơi.

## Đời tư
Vào ngày 16 tháng 6 năm 2015, trong Copa América 2015, Vidal bị thương nhẹ khi va chạm với chiếc Ferrari của mình trong lúc đang uống rượu ở Santiago. Anh ta rời bệnh viện trong một chiếc xe cảnh sát và bị triệu tập đến tòa án để đối mặt với cáo buộc lái xe trong tình trạng say rượu. Vào ngày 8 tháng 7 năm 2015, Vidal bị cấm lái xe hai năm, tuy nhiên anh được phép tiếp tục thi đấu tại Copa América năm đó. Em họ của anh, Gonzalo Vásquez, là một cựu cầu thủ bóng đá, hiện là kỹ sư.
Vào tháng 3 năm 2020, Vidal và cầu thủ bóng đá Chile Gary Medel, đã quyên góp cho Hội Chữ thập đỏ Chile theo một sáng kiến nhằm chống lại đại dịch COVID-19 ở Chile.

## Thống kê sự nghiệp

### Câu lạc bộ
Tính đến 8 tháng 3 năm 2022
| Câu lạc bộ          | Mùa giải            | Giải vô địch             | Giải vô địch | Giải vô địch | Cúp quốc gia | Cúp quốc gia | Châu lục | Châu lục | Khác | Khác | Tổng cộng | Tổng cộng |
| Câu lạc bộ          | Mùa giải            | Hạng đấu                 | Trận         | Bàn          | Trận         | Bàn          | Trận     | Bàn      | Trận | Bàn  | Trận      | Bàn       |
| ------------------- | ------------------- | ------------------------ | ------------ | ------------ | ------------ | ------------ | -------- | -------- | ---- | ---- | --------- | --------- |
| Colo-Colo           | 2005                | Chilean Primera División | 2            | 0            | —            | —            | —        | —        | —    | —    | 2         | 0         |
| Colo-Colo           | 2006                | Chilean Primera División | 19           | 0            | —            | —            | 12       | 3        | —    | —    | 31        | 3         |
| Colo-Colo           | 2007                | Chilean Primera División | 15           | 2            | —            | —            | 8        | 0        | —    | —    | 23        | 2         |
| Colo-Colo           | Tổng cộng           | Tổng cộng                | 36           | 2            | —            | —            | 20       | 3        | —    | —    | 56        | 5         |
| Bayer Leverkusen    | 2007–08             | Bundesliga               | 24           | 1            | 0            | 0            | 9        | 0        | —    | —    | 33        | 1         |
| Bayer Leverkusen    | 2008–09             | Bundesliga               | 29           | 3            | 6            | 3            | —        | —        | —    | —    | 35        | 6         |
| Bayer Leverkusen    | 2009–10             | Bundesliga               | 31           | 1            | 1            | 0            | —        | —        | —    | —    | 32        | 1         |
| Bayer Leverkusen    | 2010–11             | Bundesliga               | 33           | 10           | 2            | 1            | 9        | 2        | —    | —    | 44        | 13        |
| Bayer Leverkusen    | Tổng cộng           | Tổng cộng                | 117          | 15           | 9            | 4            | 18       | 2        | —    | —    | 144       | 21        |
| Juventus            | 2011–12             | Serie A                  | 33           | 7            | 2            | 0            | —        | —        | —    | —    | 35        | 7         |
| Juventus            | 2012–13             | Serie A                  | 31           | 10           | 4            | 1            | 9        | 3        | 1    | 1    | 45        | 15        |
| Juventus            | 2013–14             | Serie A                  | 32           | 11           | 1            | 0            | 12       | 7        | 1    | 0    | 46        | 18        |
| Juventus            | 2014–15             | Serie A                  | 28           | 7            | 4            | 0            | 12       | 1        | 1    | 0    | 45        | 8         |
| Juventus            | Tổng cộng           | Tổng cộng                | 124          | 35           | 11           | 1            | 33       | 11       | 3    | 1    | 171       | 48        |
| Bayern München      | 2015–16             | Bundesliga               | 30           | 4            | 6            | 1            | 11       | 2        | 1    | 0    | 47        | 7         |
| Bayern München      | 2016–17             | Bundesliga               | 27           | 4            | 5            | 1            | 8        | 3        | 1    | 1    | 41        | 9         |
| Bayern München      | 2017–18             | Bundesliga               | 22           | 6            | 5            | 0            | 7        | 0        | 1    | 0    | 34        | 6         |
| Bayern München      | Tổng cộng           | Tổng cộng                | 79           | 14           | 16           | 2            | 24       | 5        | 3    | 1    | 131       | 22        |
| Barcelona           | 2018–19             | La Liga                  | 33           | 3            | 8            | 0            | 11       | 0        | 1    | 0    | 53        | 3         |
| Barcelona           | 2019–20             | La Liga                  | 33           | 8            | 2            | 0            | 7        | 0        | 1    | 0    | 43        | 8         |
| Barcelona           | Tổng cộng           | Tổng cộng                | 66           | 11           | 10           | 0            | 18       | 0        | 2    | 0    | 96        | 11        |
| Inter Milan         | 2020–21             | Serie A                  | 23           | 1            | 3            | 1            | 4        | 0        | —    | —    | 30        | 2         |
| Inter Milan         | 2021–22             | Serie A                  | 20           | 1            | 3            | 0            | 7        | 1        | 1    | 0    | 31        | 2         |
| Inter Milan         | Tổng cộng           | Tổng cộng                | 43           | 2            | 6            | 1            | 11       | 1        | 1    | 0    | 61        | 4         |
| Tổng cộng sự nghiệp | Tổng cộng sự nghiệp | Tổng cộng sự nghiệp      | 465          | 79           | 52           | 8            | 126      | 22       | 9    | 2    | 652       | 111       |

1. ↑  Trong tình trạng cô lập, Vidal được phát âm là [biˈðal].
2. ↑  Ra sân tại Copa Sudamericana
3. ↑  Ra sân tại Copa Libertadores
4. ↑  Ra sân tại UEFA Cup
5. ↑  Ra sân tại UEFA Europa League
6. 1 2 3 4 5 6 7 8 9  Ra sân tại UEFA Champions League
7. 1 2 3 4  Ra sân tại Supercoppa Italiana
8. ↑  6 lần ra sân và 5 bàn tại UEFA Champions League, 6 lần ra sân và 2 bàn tại UEFA Europa League
9. 1 2 3  Ra sân tại DFL-Supercup
10. 1 2  Ra sân tại Supercopa de España

### Quốc tế
Tính đến 8 tháng 9 năm 2023
| Đội tuyển quốc gia | Năm       | Trận | Bàn |
| ------------------ | --------- | ---- | --- |
| Chile              | 2007      | 8    | 0   |
| Chile              | 2008      | 6    | 0   |
| Chile              | 2009      | 7    | 1   |
| Chile              | 2010      | 7    | 1   |
| Chile              | 2011      | 11   | 1   |
| Chile              | 2012      | 5    | 1   |
| Chile              | 2013      | 8    | 4   |
| Chile              | 2014      | 10   | 1   |
| Chile              | 2015      | 11   | 4   |
| Chile              | 2016      | 13   | 7   |
| Chile              | 2017      | 12   | 3   |
| Chile              | 2018      | 7    | 3   |
| Chile              | 2019      | 10   | 2   |
| Chile              | 2020      | 4    | 4   |
| Chile              | 2021      | 12   | 0   |
| Chile              | 2022      | 6    | 1   |
| Chile              | 2023      | 4    | 1   |
| Tổng cộng          | Tổng cộng | 141  | 34  |

### Bàn thắng quốc tế
| #   | Ngày                 | Địa điểm                                                           | Đối thủ      | Bàn thắng | Kết quả | Giải đấu                 |
| --- | -------------------- | ------------------------------------------------------------------ | ------------ | --------- | ------- | ------------------------ |
| 1.  | 5 tháng 9 năm 2009   | Sân vận động tượng đài David Arellano, Santiago, Chile             | Venezuela    | 1–0       | 2–2     | Vòng loại World Cup 2010 |
| 2.  | 17 tháng 11 năm 2010 | Sân vận động tượng đài David Arellano, Santiago, Chile             | Uruguay      | 2–0       | 2–0     | Giao hữu                 |
| 3.  | 4 tháng 7 năm 2011   | Sân vận động Bicentenario, San Juan, Argentina                     | México       | 2–1       | 2–1     | Copa América 2011        |
| 4.  | 2 tháng 6 năm 2012   | Sân vận động Hernando Siles, La Paz, Bolivia                       | Bolivia      | 2–0       | 2–0     | Vòng loại World Cup 2014 |
| 5.  | 7 tháng 6 năm 2013   | Sân vận động Defensores del Chaco, Asunción, Paraguay              | Paraguay     | 2–0       | 2–1     | Vòng loại World Cup 2014 |
| 6.  | 11 tháng 6 năm 2013  | Sân vận động Quốc gia, Santiago, Chile                             | Bolivia      | 3–1       | 3–1     | Vòng loại World Cup 2014 |
| 7.  | 6 tháng 9 năm 2013   | Sân vận động Quốc gia, Santiago, Chile                             | Venezuela    | 3–0       | 3–0     | Vòng loại World Cup 2014 |
| 8.  | 11 tháng 10 năm 2013 | Sân vận động đô thị Roberto Meléndez, Barranquilla, Colombia       | Colombia     | 1–0       | 3–3     | Vòng loại World Cup 2014 |
| 9.  | 14 tháng 10 năm 2014 | Sân vận động Thành phố Francisco Sanchez Rumoroso, Coquimbo, Chile | Bolivia      | 2–2       | 2–2     | Giao hữu                 |
| 10. | 11 tháng 6 năm 2015  | Sân vận động Quốc gia, Santiago, Chile                             | Ecuador      | 1–0       | 2–0     | Copa América 2015        |
| 11. | 15 tháng 6 năm 2015  | Sân vận động Quốc gia, Santiago, Chile                             | México       | 1–1       | 3–3     | Copa América 2015        |
| 12. | 15 tháng 6 năm 2015  | Sân vận động Quốc gia, Santiago, Chile                             | México       | 3–2       | 3–3     | Copa América 2015        |
| 13. | 12 tháng 11 năm 2015 | Sân vận động Quốc gia Julio Martínez Prádanos, Santiago, Chile     | Colombia     | 1–0       | 1–1     | Vòng loại World Cup 2018 |
| 14. | 29 tháng 3 năm 2016  | Sân vận động Agustín Tovar, Barinas, Venezuela                     | Venezuela    | 3–1       | 4–1     | Vòng loại World Cup 2018 |
| 15. | 29 tháng 3 năm 2016  | Sân vận động Agustín Tovar, Barinas, Venezuela                     | Venezuela    | 4–1       | 4–1     | Vòng loại World Cup 2018 |
| 16. | 10 tháng 6 năm 2016  | Sân vận động Gillette, Foxborough, Hoa Kỳ                          | Bolivia      | 1–0       | 2–1     | Copa América Centenario  |
| 17. | 10 tháng 6 năm 2016  | Sân vận động Gillette, Foxborough, Hoa Kỳ                          | Bolivia      | 2–1       | 2–1     | Copa América Centenario  |
| 18. | 1 tháng 9 năm 2016   | Sân vận động Defensores del Chaco, Asunción, Paraguay              | Colombia     | 1–0       | 1–0     | Vòng loại World Cup 2018 |
| 19. | 10 tháng 6 năm 2016  | Sân vận động Quốc gia Julio Martínez Prádanos, Santiago, Chile     | Perú         | 1–0       | 2–1     | Vòng loại World Cup 2018 |
| 20. | 10 tháng 6 năm 2016  | Sân vận động Quốc gia Julio Martínez Prádanos, Santiago, Chile     | Perú         | 2–1       | 2–1     | Vòng loại World Cup 2018 |
| 21. | 2 tháng 6 năm 2017   | Sân vận động Quốc gia Julio Martínez Prádanos, Santiago, Chile     | Burkina Faso | 1–0       | 3–0     | Giao hữu                 |
| 22. | 2 tháng 6 năm 2017   | Sân vận động Quốc gia Julio Martínez Prádanos, Santiago, Chile     | Burkina Faso | 2–0       | 3–0     | Giao hữu                 |
| 23. | 18 tháng 6 năm 2017  | Kazan Arena, Kazan, Nga                                            | Cameroon     | 1–0       | 2–0     | Confed Cup 2017          |
| 24. | 24 tháng 3 năm 2018  | Friends Arena, Stockholm, Thụy Điển                                | Thụy Điển    | 1–0       | 2–1     | Giao hữu                 |
| 25. | 20 tháng 11 năm 2018 | Sân vận động Thành phố Germán Becker, Temuco, Chile                | Honduras     | 4–1       |         | Giao hữu                 |
| 26. | 20 tháng 11 năm 2018 | Sân vận động Thành phố Germán Becker, Temuco, Chile                | Honduras     | 4–1       | 2–0     | Giao hữu                 |
| 27. | 6 tháng 7 năm 2018   | Arena Corinthians, São Paulo, Brasil                               | Argentina    | 1–2       | 1–2     | Copa América 2019        |
| 28. | 15 tháng 10 năm 2019 | Sân vận động José Rico Pérez, Alicante, Tây Ban Nha                | Guinée       | 3–1       | 3–2     | Giao hữu                 |
| 29. | 15 tháng 10 năm 2019 | Sân vận động Quốc gia Julio Martínez Prádanos, Santiago, Chile     | Colombia     | 1–1       | 2–2     | Vòng loại World Cup 2022 |
| 30. | 13 tháng 11 năm 2020 | Sân vận động Quốc gia Julio Martínez Prádanos, Santiago, Chile     | Perú         | 1–0       | 2–0     | Vòng loại World Cup 2022 |
| 31. | 13 tháng 11 năm 2020 | Sân vận động Quốc gia Julio Martínez Prádanos, Santiago, Chile     | Perú         | 2–0       | 2–0     | Vòng loại World Cup 2022 |
| 32. | 17 tháng 11 năm 2020 | Sân vận động Olympic UCV, Caracas, Venezuela                       | Venezuela    | 1–1       | 1–2     | Vòng loại World Cup 2022 |
| 33. | 27 tháng 9 năm 2022  | Sân vận động Franz Horr, Viên, Áo                                  | Qatar        | 2–2       | 2–2     | Giao hữu                 |
| 34. | 8 tháng 9 năm 2023   | Sân vận động Centenario, Montevideo, Uruguay                       | Uruguay      | 1–3       | 1–3     | Vòng loại World Cup 2026 |

## Danh hiệu

### Câu lạc bộ

#### Colo-Colo
- Primera División de Chile: 2006-A, 2006-C, 2007-A

#### Juventus
- Serie A: 2011–12, 2012–13, 2013–14, 2014–15
- Coppa Italia: 2014–15
- Supercoppa Italiana: 2012, 2013

#### Bayern Munich
- Bundesliga: 2015–16, 2016–17, 2017–18
- DFB-Pokal: 2015–16
- DFL-Supercup: 2016, 2017

#### Barcelona
- La Liga: 2018–19
- Supercopa de España: 2018

#### Inter Milan
- Serie A: 2020–21
- Coppa Italia: 2021–22
- Supercoppa Italiana: 2021

### Quốc tế
- Copa América: 2015, 2016
- Á quân FIFA Confederations Cup: 2017
- Hạng ba FIFA U-20 World Cup: 2007

### Cá nhân
- Bundesliga Team of the Season: 2010–11,[10] 2015–16[11]
- Cầu thủ Chile thi đấu ở nước ngoài xuất sắc nhất: 2011[12]
- Cầu thủ Juventus xuất sắc nhất năm: 2012–13[13][14]
- Đội hình tiêu biểu của Serie A: 2012–13, 2013–14[15]
- Tiền vệ xuất sắc nhất mùa giải do Goal.com bình chọn: 2012–13[16]
- ESM Team of the Year: 2013–14[17]
- FIFA FIFPro World11 3rd team: 2015, 2016[18][19]
- FIFA FIFPro World11 4th team: 2013, 2017[20][21]
- FIFA FIFPro World11 5th team: 2014, 2018[22][23]
- FIFA FIFPro World11 nominee: 2019 (12th midfielder)[24]
- Copa América Team of the Tournament: 2015, 2016, 2019[25]
- MasterCard 2015 Copa América Final Man of the Match
- Chilean Footballer of the Year: 2016[26]